# Buckellacris hispida
Buckellacris hispida är en insektsart som först beskrevs av Bruner, L. 1885.  Buckellacris hispida ingår i släktet Buckellacris och familjen gräshoppor. Inga underarter finns listade i Catalogue of Life.